# L'Air du crime
Pour plus de détails, voir Fiche technique et Distribution.
L'Air du crime est un film franco-suisse réalisé par Alain Klarer et sorti en 1984.

## Fiche technique
- Titre : L'Air du crime
- Réalisation : Alain Klarer
- Scénario : Jacques Baynac, Alain Klarer, Claude Muret et Deva Pravasa
- Photographie : Hugues Ryffel
- Costumes : Marianne Monnier
- Décors : Alex Ghassem et Sabine Jeanson
- Son : Luc Yersin
- Montage : Georg Janett
- Musique : Peer Raben
- Pays de production :  Suisse |  France
- Durée : 95 minutes
- Date de sortie : Suisse - 16 août 1984[1]

## Distribution
- Hélène Surgère
- Tchéky Karyo
- Jean Bouise
- Laura Morante
- Hanns Zischler
- Isabelle Sadoyan

## Sélection
- Festival international du film de Locarno 1984[2]